# لیام هوگان
لیام هوگان (انگلیسی: Liam Hogan؛ زادهٔ ۸ فوریهٔ ۱۹۸۹) بازیکن فوتبال اهل بریتانیا است.
از باشگاه‌هایی که در آن بازی کرده‌است می‌توان به باشگاه فوتبال هالیفاکس تاون، باشگاه فوتبال ترانمره راورز، باشگاه فوتبال فلیتوود، و باشگاه فوتبال مکلسفیلد تاون اشاره کرد.